# Pedro Bravo

Pedro Bravo.

Pedro de Castro Pinto Bravo (Porto, Bonfim, 23 de dezembro de 1877 — 6 de outubro de 1948) foi um político e Engenheiro Agrónomo português responsável pelo ministério da Agricultura entre 10 de Novembro de 1928 e 8 de Julho de 1929. Foi docente na Escola Nacional de Agricultura de Coimbra, e elaborou várias obras sobre vitivinicultura.